# Элк-Лейк (тауншип, Миннесота)
Элк-Лейк (англ. Elk Lake) — тауншип в округе Грант, Миннесота, США. На 2000 год его население составило 298 человек.

## География
По данным Бюро переписи населения США площадь тауншипа составляет 91,9 км², из которых 83,3 км² занимает суша, а 8,6 км² — вода (9,33 %).

## Демография
По данным переписи населения 2000 года здесь находились 298 человек, 98 домохозяйств и 87 семей.  Плотность населения —  3,6 чел./км².  На территории тауншипа расположено 124 постройки со средней плотностью 1,5 построек на один квадратный километр. Расовый состав населения: 96,98 % белых, 2,68 % афроамериканцев, 0,34 % — других рас США. Испанцы или латиноамериканцы любой расы составляли 1,68 % от популяции тауншипа.
Из 98 домохозяйств в 37,8 % воспитывались дети до 18 лет, в 78,6 % проживали супружеские пары, в 7,1 % проживали незамужние женщины и в 11,2 % домохозяйств проживали несемейные люди. 10,2 % домохозяйств состояли из одного человека, при том 4,1 % из — одиноких пожилых людей старше 65 лет. Средний размер домохозяйства — 2,91, а семьи — 3,06 человека.
25,2 % населения — младше 18 лет, 8,1 % — в возрасте от 18 до 24 лет, 22,1 % — от 25 до 44, 28,5 % — от 45 до 64, и 16,1 % — старше 65 лет. Средний возраст — 42 года. На каждые 100 женщин приходилось 108,4 мужчин.  На каждые 100 женщин старше 18 приходилось 104,6 мужчин.
Средний годовой доход домохозяйства составлял 47 125 долларов, а средний годовой доход семьи —  47 750 долларов. Средний доход мужчин —  32 083  доллара, в то время как у женщин — 17 727. Доход на душу населения составил 16 365 долларов. За чертой бедности находились 4,8 % семей и 6,8 % всего населения тауншипа, из которых 8,6 % младше 18 и 19,1 % старше 65 лет.